# Sœurs de Marie-Thérèse, servantes de Jésus-Christ
Les sœurs de Marie-Thérèse, servantes de Jésus-Christ, est une congrégation religieuse féminine enseignante de droit pontifical.

## Historique
La congrégation est fondée le 15 octobre 1815 à Bordeaux par Sophie Brochet de La Rochetière, en religion Mère Marie de Jésus (1776-1842) avec l'aide de l'abbé Bruno Lespiaut. La date de la fondation n'est pas choisie au hasard car le 15 octobre est la fête de sainte Thérèse d'Avila, la fondatrice voulant que la Vierge et sainte Thérèse soient les patronnes de l'institut, d'où le nom de sœurs de Marie-Thérèse. Le 28 janvier 1817, Sophie et deux compagnes font leur profession religieuse devant Mgr d'Aviau de Sanzay, archevêque de Bordeaux.

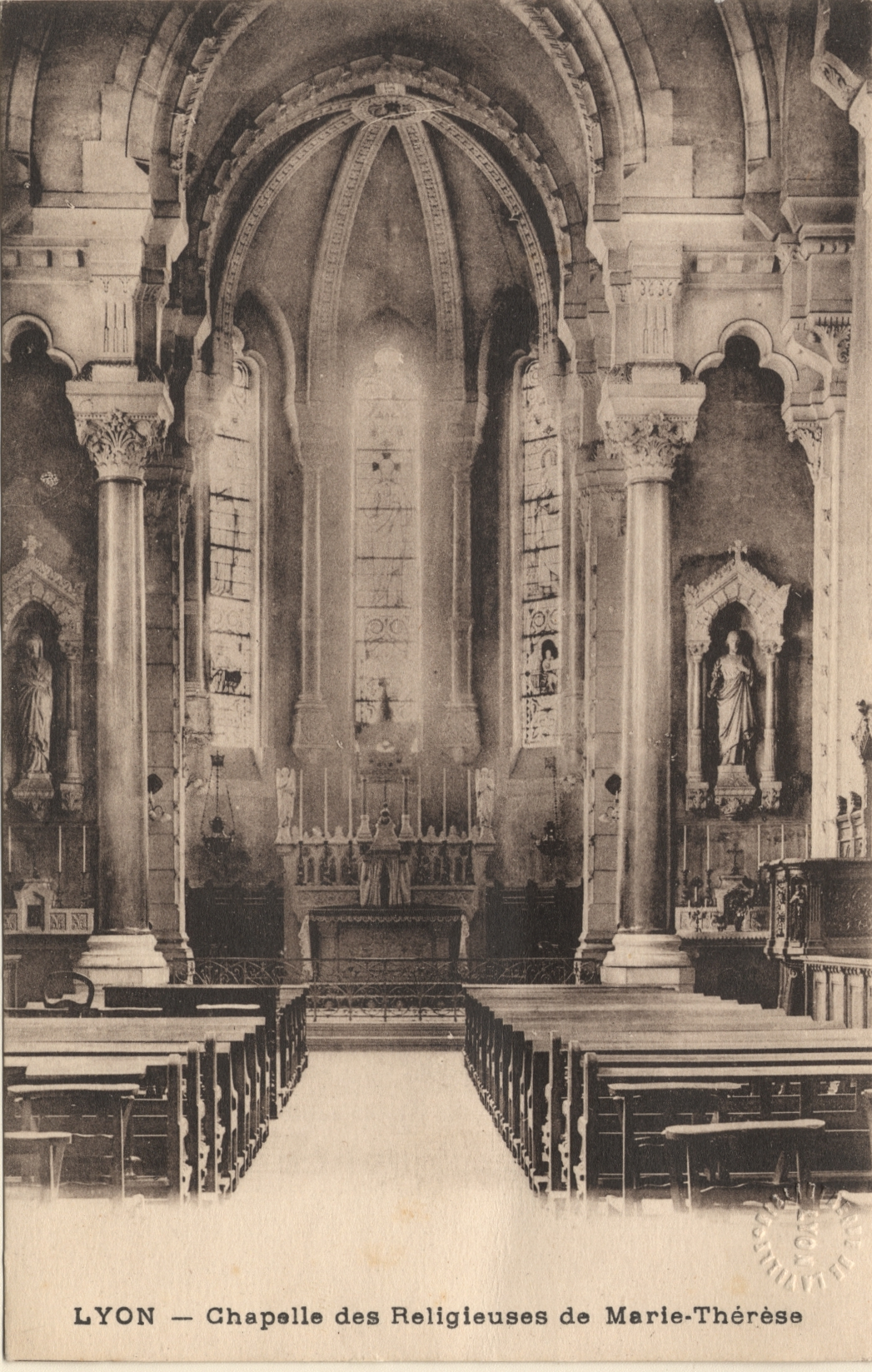
La chapelle des religieuses à Lyon.

En 1827, la maison-mère est déplacée à Lyon, ville natale de la fondatrice, au 59 de la montée du Chemin-Neuf.
En 1835, la Congrégation devient de droit pontifical.

## Activités et diffusion
Les sœurs ont tenu à Lyon un foyer étudiant durant plusieurs années. Il est situé aux numéros 55 à 61 de la montée du Chemin-Neuf puis confié à la Communauté du Chemin Neuf. Cela s'est aussi passé pour la Maison d’accueil « Les Bleuets du Pilat » à Pélussin (Loire) qu'elles ont tenu de 1878 à 2011.
En 2017, la congrégation comptait 4 sœurs dans 2 maisons.